# Eagles Live
| 전문가 평가      | 전문가 평가 |
| 평가 점수        | 평가 점수   |
| 출처             | 점수        |
| ---------------- | ----------- |
| Allmusic         | [ 1 ]       |
| Robert Christgau | C−          |

《Eagles Live》는 1980년 11월 7일에 발매된 두 개의 LP 세트인 미국의 록 밴드 이글스의 첫 번째 라이브 음반이다. 이글스는 이미 해체 절차를 밟고 있었지만, 엘렉트라/어사일럼 레코드에 한 장의 음반을 더 빚졌고, 《Hotel California》와 《The Long Run》 투어의 공연을 발표함으로써 계약상의 의무를 다했다.
《Eagles Live》는 글렌 프라이와 돈 헨리가 로스앤젤레스와 마이애미의 반대편 해안에서 각각 믹스했고, 프로듀서 빌 심칙의 표현대로 음반의 하모니와 악기 고치는 "페더럴 익스프레스의 공로"로 만들어졌다. 1983년 《롤링 스톤 레코드 가이드》는 "아마 역사상 가장 오버더빙이 심한 라이브 음반일 것"이라고 평했다. 스티브 영의 커버곡인 〈Seven Bridges Road〉는 싱글로 발매되어 40위권 안에 들었다.

## 녹음
그 중 5곡은 1976년 10월, 캘리포니아주 잉글우드의 더 포럼에서 세 번의 공연을 하는 동안 녹음되었다. 다른 10곡은 1980년 7월에 샌타모니카 시빅 오디토리움에서 세 번, 캘리포니아주 롱비치 아레나에서 한 번 녹음되었다. 이 밴드는 1976년과 1980년에 다른 라인업을 가지고 있었고 티머시 B. 슈미트는 1978년에 오리지널 베이시스트 랜디 마이즈너를 대신하여 합류했다. 〈Doolin Dalton (Reprise II)〉의 짧은 음악 중간중간 부분을 제외한 14곡의 보컬에 헨리, 프레이, 조 월시, 마이즈너, 슈미트 등 5명의 리드 싱어가 참여했다. 한 곡(《On the Border》)을 제외한 각 이글스 스튜디오 음반의 곡들과 두 곡의 월시 솔로 트랙, 어쿠스틱 하모니가 가득한 〈Seven Bridges Road〉라는 커버곡이 수록되어 있다.
수년간 내분에 시달리던 밴드는 1980년 7월 31일, 《The Long Run》 투어가 당시 앨런 크랜스턴 상원의원의 선거운동을 위한 기금 모금 역할을 했던 캘리포니아주 롱비치 콘서트로 막을 내렸을 때 한계점에 도달했다. 《Eagles Live》의 〈Life in the Fast Lane〉 버전은 이 쇼에서 녹화되었는데, 이 쇼에서는 밴드 동료인 프라이와 돈 펠더가 백스테이지에서 말다툼을 벌이다가 거의 주먹다짐이 될 뻔했던 것이 가장 눈에 띈다. 프라이는 《Eagles Live》의 오버더빙을 녹음하기 위해 다른 밴드 멤버들과 함께 하는 것은 고사하고 심지어 다른 밴드 멤버들과 대화조차 하지 않았다. 그래서 녹음은 단편적으로 이루어졌다. 프라이는 로스앤젤레스에 있었고 나머지 밴드는 마이애미에 있었고 헨리는 포스트 프로덕션 세션을 감독했다. 테이프는 음반이 완성될 때까지 두 장소를 오갔다. 심칙은 "나는 로스앤젤레스에 있는 내 조수를 글렌과 함께 데려왔고 나머지 밴드는 마이애미로 날아갔습니다. 페더럴 익스프레스가 제공하는 3파트 하모니를 수정하고 있었습니다." 5명의 다른 변호사들이 라이너 노트에서 감사를 받았다.
이글스는 음반의 두 곡을 녹음하겠다는 음반사의 2백만 달러 제안을 거절했다. 이전에 발매되지 않은 유일한 곡은 〈Seven Bridges Road〉 버전이다. 이 노래는 다섯 멤버 모두의 아카펠라 보컬이 수록되어 있기 때문에 밴드의 긴밀한 화음을 위한 쇼케이스였다.

## 곡 목록
| #  | 제목                     | 작사·작곡                           | 리드 보컬        | 재생 시간 |
| -- | ------------------------ | ----------------------------------- | ---------------- | --------- |
| 1. | 〈Hotel California〉     | 돈 펠더, 돈 헨리, 글렌 프라이       | 돈 헨리          | 6:55      |
| 2. | 〈Heartache Tonight〉    | 헨리, 프라이, 밥 시거, J. D. 사우더 | 글렌 프라이      | 4:35      |
| 3. | 〈I Can't Tell You Why〉 | 헨리, 프라이, 티머시 B. 슈미트      | 티머시 B. 슈미트 | 5:24      |

| #  | 제목                 | 작사·작곡            | 리드 보컬 | 재생 시간 |
| -- | -------------------- | -------------------- | --------- | --------- |
| 1. | 〈The Long Run〉     | 헨리, 라이           | 헨리      | 5:35      |
| 2. | 〈New Kid in Town〉  | 헨리, 프라이, 사우더 | 프라이    | 5:45      |
| 3. | 〈Life's Been Good〉 | 조 월시              | 조 월시   | 9:38      |

| #  | 제목                           | 작사·작곡                   | 리드 보컬                           | 재생 시간 |
| -- | ------------------------------ | --------------------------- | ----------------------------------- | --------- |
| 1. | 〈Seven Bridges Road〉         | 스티브 영                   | 헨리, 프레이, 월시, 슈미트, 돈 펠더 | 3:54      |
| 2. | 〈Wasted Time〉                | 헨리, 프라이                | 헨리                                | 5:40      |
| 3. | 〈Take It to the Limit〉       | 헨리, 프라이, 랜디 마이즈너 | 랜디 마이즈너                       | 5:20      |
| 4. | 〈Doolin-Dalton (Reprise II)〉 | 헨리, 프라이, 짐 에드 노먼  | 기악                                | 0:44      |
| 5. | 〈Desperado〉                  | 헨리, 프라이                | 헨리                                | 4:04      |

| #  | 제목                      | 작사·작곡                         | 리드 보컬 | 재생 시간 |
| -- | ------------------------- | --------------------------------- | --------- | --------- |
| 1. | 〈Saturday Night〉        | 헨리, 프라이, 마이즈너, 버니 리던 | 프라이    | 3:55      |
| 2. | 〈All Night Long〉        | 월시                              | 월시      | 5:40      |
| 3. | 〈Life in the Fast Lane〉 | 헨리, 프라이, 월시                | 헨리      | 5:10      |
| 4. | 〈Take It Easy〉          | 프라이, 잭슨 브라운               | 프라이    | 5:20      |

## 인증
| 국가                                                  | 인증        | 판매량/출하량 |
| ----------------------------------------------------- | ----------- | ------------- |
| 캐나다 (뮤직 캐나다)                                  | 골드        | 50,000^       |
| 프랑스 (SNEP)                                         | 골드        | 100,000*      |
| 일본 (오리콘 차트)                                    | —           | 105,000       |
| 영국 (BPI)                                            | 골드        | 100,000^      |
| 미국 (RIAA)                                           | 7× 플래티넘 | 3,500,000^    |
| *판매량을 기반으로 한 인증 ^출하량을 기반으로 한 인증 |             |               |